# Пелех Юрій Володимирович
Пелех Юрій Володимирович (3 травня 1972, Ярунь) — український вчений, засновник і розробник нового напряму педагогічної науки — аксіопедагогіка, доктор педагогічних наук, професор, проректор Рівненського державного гуманітарного університету.

## Біографія
Народився на Житомирщині. У 1989 році із золотою медаллю закінчив Ярунську загальноосвітню школу Новоград-Волинського району Житомирської області і вступив на навчання до Рівненського державного педагогічного інституту.
Ще під час навчання в інституті почав працювати вчителем початкових класів у Ярунській загальноосвітній школі та вчителем музики у Гірківській загальноосвітній школі Новоград-Волинського району Житомирської області.
У 1994 році після завершення навчання на педагогічному факультеті працює на кафедрі педагогіки Рівненського економіко-гуманітарного інституту, де спочатку обіймає посаду викладача, а згодом — старшого викладача.
В цьому ж році стає здобувачем Інституту педагогіки Академії педагогічних наук України, де згодом захищає кандидатську дисертацію (1998) на тему: «Педагогічні основи організації позакласної виховної роботи зі старшокласниками в загальноосвітній середній школі».
Після захисту кандидатської дисертації обійняв посаду доцента кафедри початкового навчання Рівненського економіко-гуманітарного інституту (нині Міжнародний економіко-гуманітарний університет імені академіка Степана Дем'янчука).
У 1997 році був призначений на посаду проректора з міжнародних зв'язків, а п'ять років потому — проректором з наукової роботи Міжнародного економіко-гуманітарного університету імені академіка Степана Дем'янчука.
У 2010 році в Інституті вищої освіти Національної Академії педагогічних наук України успішно захистив докторську дисертацію на тему: «Теоретико-методичні засади ціннісно-смислової готовності майбутнього педагога до професійної діяльності».

## Наукова діяльність і міжнародні проекти
Обіймаючи проректорські посади, Ю. В. Пелех налагодив міжнародну співпрацю університету з багатьма вищими навчальними закладами Європи та світу.
Він був одним із ініціаторів того, що в МЕГУ вперше в Україні ліцензовано навчання за спеціальностями іноземної юридичної особи — Університету прикладних наук імені Яноша Кодолані (Угорщина). Брав активну участь у створенні Консорціуму вищих навчальних закладів Європи «Освіта заради безпеки» з центром у м. Краків (Польща). Разом із колегами брав участь у створенні першого у м. Рівному коледжу приватної форми власності «Рівненський економіко-гуманітарний та інженерний коледж».
Професор Ю. В. Пелех є автором понад 100 наукових праць серед яких 2 підручники і 4 навчально-методичних посібники (яким надано гриф МОН України) та 2 наукові монографії.
У 2011 році ним було засновано Наукову школу АКСІОПЕДАГОГІКИ.
Цього ж року професор Ю. В. Пелех увійшов до складу редакційної колегії фахового журналу «Вектор науки ТГУ. Серия: педагогика, психология».

## Відзнаки
Науково-педагогічна й організаційна діяльність професора Ю. В. Пелеха відзначена Почесними грамотами АПН України (2000,2002), МОН України (2001, 2008), він є Відмінником освіти України (2002), має офіційні Подяки Прем'єр-міністра України (2007) та Посольства України в Естонії (2003).
За результатами рейтингу Всеукраїнського громадсько-політичного тижневика «Освіта» Юрій Володимирович був визнаний кращим освітянином 2009 року.
3 жовтня 2018 Указом Президента отримав звання «Заслужений працівник освіти України».

## Вибрані публікації
- 1. Пелех Ю. В. Ціннісно-смисловий концепт професійної підготовки майбутнього педагога: монографія [Текст] / Ю. В. Пелех; за редакцією М. Б. Євтуха. — Рівне: Тетіс, 2009. — 400 с.
- 2. Пелех Ю. В. Аксіопедагогіка: інтелектуальна відповідь на виклики суспільства [Текст] / Ю. В. Пелех // Педагогічна газета. — 2009. — № 10 (183). — С. 6.
- 3. Пелех Ю. В. Аксіопедагогіка: простір для інноватики і сенсотворчості [Текст] / Ю. В. Пелех // Освіта. — 2009. — № 46-47, 4–11 листопада. — С. 6.
- 4. Пелех Ю. В. Роль аксіологічної похідної як педагогічно сущого в полісистемній структурі підготовки майбутнього вчителя: зарубіжний досвід [Текст] / Ю. В. Пелех // Вища освіта України № 3 (додаток 1). — 2009. — Тематичний випуск «Педагогіка вищої школи: методологія, теорія, технології». — К.: Гнозис, 2009.– С. 242—247.
- 5. Пелех Ю. В. Цінності і смисл як інтерпретація педагогічно сущого [Текст] / Ю. В. Пелех // Вища освіта України. — 2009. — № 3 (34). — С. 21-31.
- 6. Пелех Ю. В. Особенности формирования ценностно-смысловой сферы личности будущего педагога [Текст] / Ю. В. Пелех, А. В. Матвийчук // Вектор науки Тольяттинского государственного университета. Серия «Педагогика и психология» [Архівовано 7 травня 2012 у Wayback Machine.]. — 2010. — № 2(2). — С. 112—117.